# Овлаші
Овлаші́ — село в Україні, у Роменському районі Сумської області. Населення становить 1137 осіб. Входить до складу Роменської міської громади. До 2020 орган місцевого самоврядування — Довгополівська сільська рада.

## Географія
Село примикає до східної околиці міста Ромни. На відстані 0,5 км розташоване село Москівщина.
Селом протікає річка Лозова. Поруч пролягає автомобільний шлях Н07, залізниця, за 2,5 км станції Житне і Ромни. Неподалік від села розташований ландшафтний заказник «Овлаші».

## Історія
Овлаші —це козацько-селянське село.
Історію села хочеться почати з дуже — дуже далеких часів, коли ще й самого села не було, а довкілля дуже відрізнялося від сучасного.
180—200 тис. років тому в наших краях гостював дніпровський льодовик. Його південна межа проходила по лінії міст Білопілля — Ромни. Уявляєте на місті нашого села стояли кількасотметрові висоти льоду. З південної Карелії льодовик приніс гостинці — гранітні валуни. Один з них встановлено біля Роменського краєзнавчого музею, та овлашівцям не обов'язково йти до міста, щоб подивитися на нього. Варто спуститися вулицею Перемого до глиняного кар'єру і перед очима постане аж два красені — валуни льодовитого періоду.
У пошуках поживи тут бродили гурти наших далеких предків — первісних людей. У 1996 році археолог Юрій Кухарчук у старому піщано — глиняному кар'єрі цегельного заводу Південної залізниці, який знаходиться на межі м. Ромни й с. Овлаші знайшов поодинокі кам′яні вироби жителів епохи палеоліту. Подібні знахідки виявились в м. Ромни й сусідніх селах — Довгополівці й Житньому. Під час газифікації вул. Роменської с. Овлаші (приблизно 1989 р.) люди завзято прокопували біля своїх дворів канави. Біля будинку № 14 на глибині 1,5 м заступ одного овлашівця глухо стукнувся об щось тверде. Чоловік став легенько розчищати землю в тому місці, і перед очима з'явився людський череп потилицею вгору. Обережно, ніби справжній археолог, копач розкопав кістяк далі, він лежав в напрямку до дороги, ногами на захід. В області грудної клітки знайшли намисто ручної роботи. Воно складалося з дрібненьких плоских кам'яних намистинок прямокутної, трикутної, багатокутної, круглої, овальної форм; блідо — червоного, блідо — голубого, чорного, аквамаринового кольорів. Намистинки непрозорі, частина з них мала матовий відтінок, деякі з прожилками інших кольорів. Дірочки для нанизування розміщені довільно. Біля кісток лежав плоский овальний з ручкою предмет, висотою приблизно 20 — 30 см, товщиною приблизно 7 мм з гладенькою кам′яно жовтою поверхнею. Довжина ручки на ширину людської долоні, але оправа не збереглася. Жовтий колір знахідки заінтригував присутніх. Знайшли сірчану кислоту, капнули на предмет- і кислота «з'їла» метал на очах.
Люди інтриговано та інтуїтивно відчули звя'зок якийсь між кістяком і різкою зміною погоди. З острахом подумали може це нечиста сила. Поспіхом зібрали кістки, перенесли через дорогу і закопали в неглибокій круглій ямці. І тут же відразу стих вітер, зникла хмара. Небо чисте стало. Зруйнована могила, втрачені знахідки, а нам залишається думати, у яку історичну епоху жила ця молода жінка, ким була, що бачила? Знайдене люстерко в якійсь мірі дозволяє думати про належність її до стародавніх часів. Може вона була скіф'янка?
У 8 — 3 ст. до н. е. Роменщину густо заселяли скіфи — землероби. До наших днів збереглося безліч скіфських курганів(могил)[джерело?]. Найближчі до нас біля сіл: Коржі, Миколаївка, Загребелля.
Ми не знаємо точної дати заснування села, невідомі імена перших поселенців, навіть могил їх не знаєм. Вони зрівняні часом, забуті нащадки. Лише писемні джерела, розпорошені в різних архівах, спогади старожилів допомагають частково відтворити минувшину.
У 1650 р. французький інженер, військовий картограф Гійом де Боплан видав книгу «Опис України». У ній містилась досить докладна карта України, на якій значились зокрема села: Житнє, Салогубівка, Ненадівка, Довго полівка, а Овлаші — немає. Отже, село Овлаші виникло десь між 1650—1687 роками, тобто в другій половині 17 ст., бо згадується с. Євлаші у документах гетьмана Самойловича, який гетьманував в Україні з 1672 по 1687 роки. Можна стверджувати, що селу понад 300 років.
У селі розвився борошномельний промисел. Між нинішнім провулком вул. Роменської та сільським кладовищем стояли 3 вітряки. У цей час будується пожарня — сарай для зберігання протипожежного інвентаря (за спиною вчителя) знаходиться поблизу школи напроти церкви.
Найдавнішою спорудою на вигоні була церква, яка з'явилася у 1773 р. в селі — дерев'яна церква разом з такою ж дзвіницею, холодна. При церкві знаходилися бібліотека, але, на жаль, фото не збереглися, і ми можемо бачити зараз Архідияконо — Стефанівську церкву, яка побудована у 1908 р., потім з'явилися земська школа у 1912 р.
Є в селі й столітня садиба з розмальованим сволоком невідомою фарбою, який й донині не втратив яскравості і знаходиться у хаті вул. Перемоги,7. Збереглася до нашого часу перша в селі обкладена цеглою хата 1913 р.

### Визвольні змагання
У 1918—1920 роках у селі кілька разів змінювалась влада. Остаточну владу отримали більшовики, які надовго окупували село. Замість церкви більшовики відкрили клуб.
У 1930 році було проведено примусову колективізацію та у хаті пограбованого селянина Н. Д. Лакизи розміщувалась контора колгоспу «Червоний лан».
Школа в середині 1930-х років з початкової стала неповною середньою (семирічкою). Керував у ній Хомин Михайло Миколайович — перший директор Овлашівської школи (1934—1937 років). 27.12.1937 року його заарештували органи НКВС, звинувативши в участі в Українській військовій організації і засудили до вищої міри покарання — розстрілу. Вирок виконано 26.02.1938 року в Чернігові. У 1989 році, через 52 роки, реабілітований.

### Німецько-радянська війна

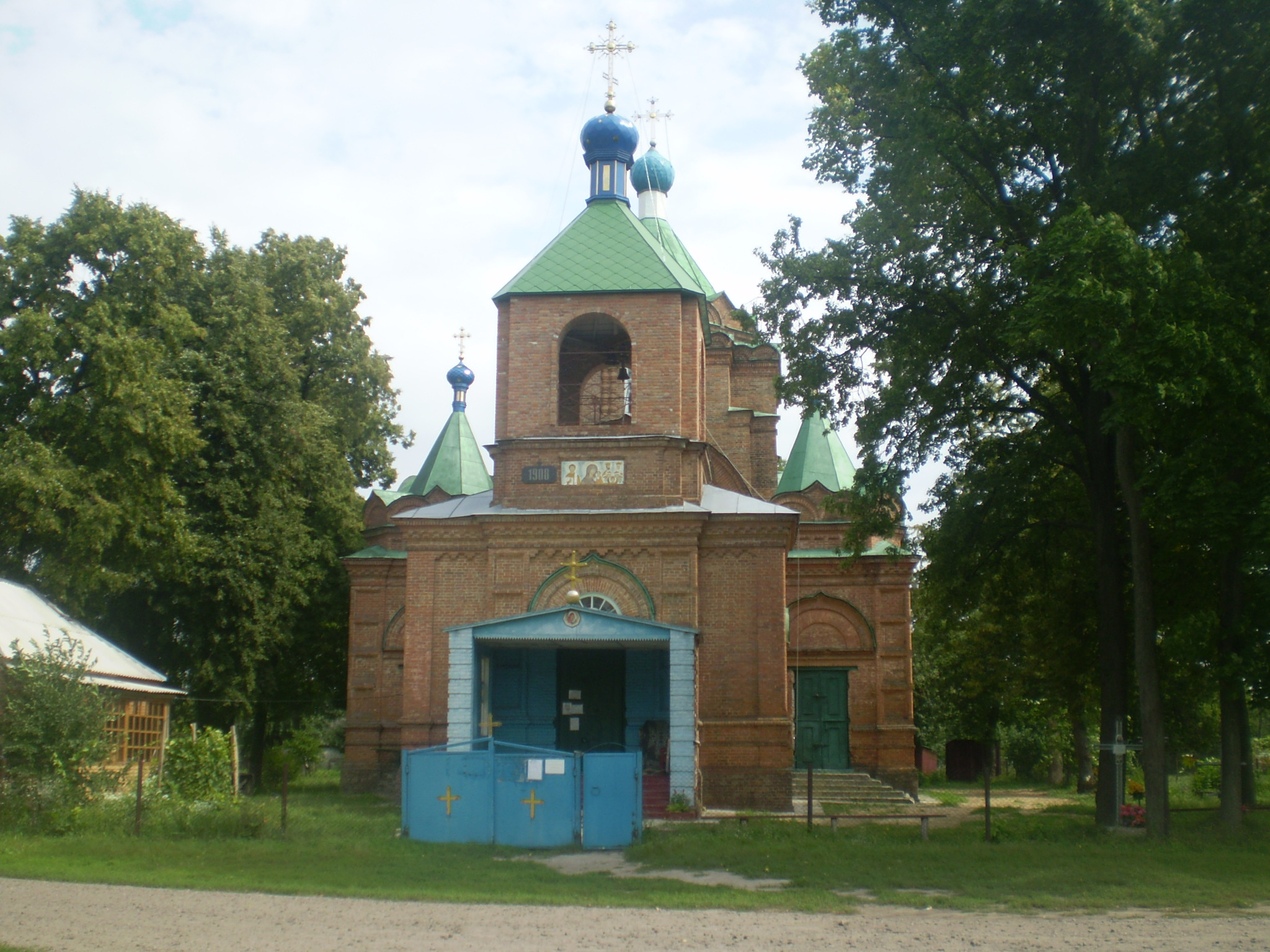
Стефанівська церква в селі Овлаші

22 червня 1941 рік, о 4 годині ранку фашистська Німеччина, без оголошення війни, вчинила варварський напад на нашу Батьківщину. Окупація села Овлаші фашистами тривала з 10 вересня 1941 р. по 16 вересня 1943 р. У цей скрутний час колгосп було збережено, лише назву змінили на «Громадський двір». Селяни працювали безкоштовно. Вирощена сільськогосподарська продукція йшла на задоволення потреб німецької армії. Школа в період війни не працювала. Дозволено Богослужіння у церкві. У 1943 р., втікаючи, німці таємно замінували частину прилуцької траси. З довідки ми дізнаємося, що визволене наше село Червоною Армією невідомою військовою частиною.
Під час визволення села загинув радянський офіцер Кариков В. Д., де його могила — невідомо.
Героями війни є односельчани: Симоненко М. И. — учасник бойових дій за затримання ворожого спостерігача з рацією нагороджений орденом Слави III ступеня; Середа Є. О. в окупаційному Києві, ризикуючи життям, зберегла значну частину експонатів із музею Т. Г. Шевченка; Степаненко М. К. — учасник бойових дій, артилерист.
На жаль, нам залишаються як частина історії лише списки овлашівців, які загинули на фронтах війни, які померли після війни, списки мешканців села, вивезених до Німеччини та список солдатських вдів.

### Післявоєнний період
Село поступово відроджувалося після війни. Починають знову працювати різні установи. Так було створено у 1950 р тракторну бригаду колишнього колгоспу « 8 Березня»(біля кладовища). У 1952 р. утворений колгосп ім. Шверника за рахунок об'єднаних колгоспів Житнього і Погребів. У 1958 році його розкуркулили, а в 1961 р. Овлашівський колгосп об'єднали з Шевченківським « 8 Березня». У 1944 р. вперше відкрили фельдшерсько — акушерський пункт, який знаходився у хаті розкуркуленого селянина Феофана Лакизи. Пізніше він був розміщений у колишній дяковій хаті з 1947 р. Першою фельдшеркою була Скуйбіна Т. І.
У 1958—1959 роках село Овлаші було електрифіковане і радіофіковане.
Сільський клуб був збудований у 1972 р. Вперше поштове відділення було відкрито у 1974 р. , яке розміщувалося у приміщенні сільського споживчого товариства. . Овлашівське сільське споживче товариство обслуговувало окружні села різними товарами виробництва. Меморіальний комплекс, що увічнює пам'ять односельчан, які загинули в роки Великої Вітчизняної війни. Побудований у 1976 р. З семирічної школа стала дев'ятирічною. Розширила територію для спортивного майданчика, збудований сарай, погріб, прибудовано їдальню, пічне опалення замінено на парове. Школу забезпечували достатньою кількістю навчальної літератури, технічними засобами. У 1976 р. на овлашівській землі збудовано « Вестсанзавод», який переробляв загиблих тварин у колгоспах району на м'ясо — кісткове борошно для комбікормового заводу. Заасфальтована прилуцька траса, що проходить поблизу с. Овлаші.

### Незалежна Україна
Село в роки незалежності і до нашого часу значно змінилося. У 1996 р. колгосп « 8 Березня» реорганізовано на асоціацію чотирьох колективних с\г підприємства: «Овлашівське», «Шевченківське», «Довгополівська», " «Нове життя». У 1999 р. відбулося розпаювання землі, колгоспи ліквідували. Утворилося TOB «Овлашівське», яке припинило свою діяльність у 2005 р. У 2007—2010 p.p. земельні паї селян орендувала фірма « Інтерагротрейд». З 2011 р. паї орендує TOB «Урожайна країна». З 1994 р. по 2005 р. село газифіковано, овлашівці отримали блакитний вогник у кожний дім.
Заасфальтована дорога прилуцької траси (біля цвинтаря) до с. Московщина, яка йде через Овлаші по вул. Жовтневій. (1997р). Поліпшилося автобусне сполучення села з м. Ромни. Автобус заходить у центр села.
У 2006 р. село телефонізовано. Встановлено базову станцію мобільного зв'язку « Київстар» 2008 р. Жителі села отримали змогу спілкуватися на відстані з близькими і рідними.
Безгосподарність привела до зруйнування приміщення сільського клуб, але сільська бібліотека функціонувала у лівій частині. У даний час відреставровано приміщення та відкрито об'єкт дозвіллевої роботи у селі Овлаші. Тепер учні проводять тут уроки фізичної культури, свята. А молоді є де відпочити, поспілкуватися. До послуг жителів села — концертно-спортивний зал.
У 2010 р. реставровано меморіальний комплекс, що увічнює пам'ять односельчан, які загинули в роки Великої Вітчизняної війни.
Відновлено купол з хрестом на дзвіниці Архідияконо — Стефанівська церкви, знайдено і облаштовано криницю з цілющою водою, збудовано каплицю і будинок для хрещення дітей. Відремонтовано будинок для священника.
Овлаші швидко розбудовувалося в бік Ромен. Фактично злилося з містом. Побудований новий мікрорайон з вулицями: Польова, Лугова, Молодіжна, Лісна.
Для послуг жителів відкрито приватну автомайстерню, чотири приватні магазини, кав'ярня.
У 2014 р. на околиці села побудовано заправку, «Вестсанзавод» переробили в «Агрохімтрейд». На території колишнього колгоспного току відкрито приватну сушарку, на якій збирають лікарські рослини та їх засушують….
12 червня 2020 року, відповідно до розпорядження Кабінету Міністрів України № 723-р «Про визначення адміністративних центрів та затвердження територій територіальних громад Сумської області», село увійшло до складу Роменської міської громади.
19 липня 2020 року, в результаті адміністративно-територіальної реформи та ліквідації Роменського району(1930—2020), увійшло до складу новоутвореного Роменського району.

## Населення

### Мова
Розподіл населення за рідною мовою за даними перепису 2001 року:
| Мова       | Кількість | Відсоток |
| ---------- | --------- | -------- |
| українська | 1094      | 96.22%   |
| російська  | 43        | 3.78%    |
| Усього     | 1137      | 100%     |

## Економіка
- ДП «Роменський ветеринарно-санітарний завод».
- Роменський завод по виробництву м'ясокісного борошна.
- ТОВ «Овлашівське».

## Соціальна сфера

### Овлашівська загальноосвітня школа І— ІІ ступенів
Як стверджує один документ, уже в 1773 році у Євлашах працювала церковно-приходська школа. Розміщувалася в церковному будинку, це було так давно, ще до закріпачення Лівобережної України, що в пам'яті старожилів вона не збереглася. Овлашівська школа заснована як церковно — приходська в 1874 році, про яку пам'ятають як першу. Заняття проводились у дяковій хаті. Навчав брат місцевого священика Горунович Сергій Якович. Відвідувало школу десять хлопчиків, а в 1888 році ще менше — вісім. В 1903 році дякова хата згоріла, довелося орендувати селянські хати, зокрема, у Бардака Степана Григоровича і Григорія Васильовича. Навчання в селянських хатах тривало до 1912 року, навчалося 40 учнів. З 1904—1910 роки учителював дяк Сагарда Федір Помпейович. Навчаючися у духовній семінарії, брав участь в революційному гуртку за що його виключили з навчального закладу й вислали у Євлаші під нагляд поліцій.
З 1910 року церковно-приходська школа переходить у підпорядкування повітового земства, тоді ж розпочинається будівництво трикласної початкової школи за типовим проектом, у якій навчалося 40 учнів (хлопчиків і дівчаток), працювало 3 вчителі. Попечителем новобудови став заможний селянин з хутора Московщини Новик Василь Якович, на будівництво школи він подарував 1000 рублів. Восени 1912 року школа прийняла перших учнів: Ганжу Ганну Яківну, Горобця Прокопа Федоровича, Песиголовця Пантелеймона Івановича, Ніколенка Григорія Маркеловича, Середу Григорія Івановича, Юрченка Федося Федоровича.
Земська школа стала другою після церкви архітектурною окрасою села. Три світлі просторі класи, довгий широкий коридор. Під одним дахом зі школою — вчительська квартира. Опалення пічне. Біля школи — сарай, колодязь, погріб. У 1913 році під керівництвом Шкетя Івана Корнійовича територію школи обсадили тополями, заклали фруктовий сад.
Першими вчителями земської трикласної школи стали Горунович Євгенія Петрівна донька місцевого священика, Галюн Марія Павлівна. Завідувачем школи земство призначило Циганенка Степана Сергійовича. Земська школа відрізнялася від церковно — приходської ширшою, продуманою навчальною програмою, належною методикою викладання, високим рівнем підготовки вчителів. Учні захоплювалися своїми вчителями, поважали їх за розум і знання. Циганенко С. С. грав на скрипці. Щоденні заняття починалися з молитви до Матері Божої, ікона якої висіла в коридорі. Двічі на тиждень приходив батюшка вчити Закону Божого (Нестеровський Ф. В.). Кожен учень мав зошит молитовник, писали чорнилом.
З роками число учнів зростало. В 1914—1915 рр. — по 68, а 1916 — 78. Становий склад учнів у 1915 році був такий: один учень з сім'ї священика, 47 з козацьких і 20 з селянських сімей. У школі працювала бібліотека і учні могли в ній взяти підручники і художні твори. Мала школа й наочні посібники: один глобус, сім географічних карт, дві картини з історії, один арифметичний ящик, три міри довжини. Хоч і повільно, але число грамотних євлашівців зростало, якщо в 1888 році на все село було лише 24 грамотних (всі чоловіки), то в 1910 році — 107 (94 чоловіки і 13 жінок).
У 1918 році школа перейшла на 4-річне навчання. Школу відвідувало 51 учень. Директорувати продовжував Циганенко С. С. В 1932 році школа стала називатися неповною середньою, з'явився п'ятий клас. Цього ж року Циганенко С. С. змінив новий директор — Микита Галактіонович (прізвище не запам'яталося). Через деякий час з'явилися 6 і 7 класи. З 1932 року-семирічна школа, яка налічувала 211 учнів. Навчання проводилось у дві зміни. Семирічною школа залишалася до початку Великої Вітчизняної війни.
У тридцяті роки часто змінювали директорів 1934—1937 роки працював Хомін Михайло Миколайович 27.12.1937 року його заарештували органи НКВС, звинувативши в участі в Українській військовій організації і засудили до вищої міри покарання — розстрілу. Вирок виконано 26.02.1938 року в Чернігові. У 1989 році, через 52 роки, реабілітований. При Хоміну М. М. працювали такі вчителі: Хоміна Г. Г., Шкіль В. М., Гончаренко С. М., Лебський А. Т., Середа Л. А.
З 1938 по 1941 рік директорував Помазан Микола Костянтинович. Під його керівництвом працювали вчителі: Жуков В. С., Конещинська О. П., Дуброва К. П., Шкумат М. І., Середа Л. А., Ілющенко В. І.. Наповнювальність класів невелика. В роки німецької окупації (вересень 1941 — вересень 1943) школа не працювала. Навчання відновилося відразу після визволення села у вересні 1943 року (1- 6 класи). З 1947 року повернулися до початкової школи 1 — 4 класи. З 1948 року директором призначили Диковського Василя Сергійовича. При ньому вчителювали: Середа Л. А., Семенець К. С., Дзюба П. М. Всього навчалося 155 учнів. 1949 році школа стала семирічкою — прогресивною (1-5 класи). В педколектив вливається Сирота Г. К., а 1951 році Гриценко Т. А.
У 1959 році — восьмирічна школа, 106 учнів, заняття проводились в одну зміну. Директором школи призначено Кисленка Дмитра Григоровича. Разом з ним працювали: Сирота Г. К., Семенець К. С., Гриценко Т. А., Ховаймо А. В., Жогур М. О., Середа Л. А., Диковський В. С. Кількість учнів 114.
У шестидесяті роки створюється кабінетна система: хіміко -біологічний, фізико — математичний, майстерня для трудового навчання. Школа електро — і радіофікується. Школа поповнюється навчальною літературою, зростає число технічних засобів.
У 60 роки Овлашівська школа гордилася багатьма своїми випускниками: Горобець В. Ф., Костенко В. П., Коротенко М. Т., Загамула М. Н., Трикоз В. В., Хоменко М. З., Костенко П. Я., Расько М. І., Бардак А. А.
У 70 роки після відкриття пам'ятника, присвяченого полеглим односельчанам в роки війни всі найважливіші державні свята проводилися біля пам'ятника, обов'язково з участю вчителів і учнів.
З 1984 році школу очолює Вареник Валентина Дмитрівна. За ці роки зміцнилася навчально — матеріальна база. Підключено телефон. Перекрито дах школи, пічне опалення замінено на водяне, збудовані котельня, їдальня, розширено господарське приміщення, викопаний погріб, обладнано ігровий майданчик для учнів молодших класів, реконструйована учительська. Пішохідні доріжки навколо школи вимощені тротуарною плиткою. Обновлена огорожа шкільної території. Естетичнішим виглядить інтер'єр класних кімнат, коридору.
1989 школа набула статусу неповної середньої. У ній навчалось 87учнів. І 1990 році добудована їдальня за типовим проектом. Сьогодні тут працює 12 вчителів, навчається 51 учень.
Головною метою школи на сучасному етапі є пошук оптимальних форм і методів навчання та виховання громадянина в умовах української державності. З неї випливає дидактична і виховна проблема школи: «Активізація навчально-пізнавальної діяльності учнів шляхом запровадження особистісно — орієнтованих методів навчання та виховання». Над вирішенням даної проблеми працює педагогічний колектив на чолі з директором школи Вареник Валентиною Дмитрівною.
Більша частина вчителів мають великий педагогічний досвід. Серед них мають: звання
- «Старший учитель» -2,
- вищу кваліфікаційну категорію-5,
- першу кваліфікаційну категорію-3,
- кваліфікаційну категорію «спеціаліст»-3.

Належний рівень організації навчально — виховного процесу забезпечується наявністю комп'ютера, кольорового принтера і сканера, музичного центру. У школі функціонують кабінети фізики і математики, хімії і біології, української мови і літератури, історії, зарубіжної літератури і російської мови, навчальні майстерні, кімнати для початкових класів. Кабінети — це творчі лабораторії вчителів, кожний з яких естетично оформлений, затишний. Вчителі постійно працюють над поповненням дидактичного матеріалу.
У школі створено необхідні умови для духовного і фізичного розвитку учнів. Працює бібліотека, обладнано спортивний та ігровий майданчики. Організовано роботу спортивного, літературного, математичного гуртків. Значна увага приділяється роботі з обдарованими учнями. Серед них — учасники і переможці районних предметних олімпіад, конкурсів, спортивних змагань.
Протягом десяти років учні школи беруть участь у Міжнародному математичному конкурсі «Кенгуру» та конкурсі знавців української мови імені Петра Яцика.
Випускники школи продовжують успішно навчатися у вищих навчальних закладах різних рівнів акредитації.
Гарячим харчуванням охоплено І00% учнів 1 — 9 класів. За рахунок них коштів харчуються учні 1- 4 класів, а для 5 — 9- ціна обідів знижена за рахунок спонсорських внесків та овочів і фруктів, вирощених на пришкільній ділянці і зібраних у саду. Шкільна їдальня має сучасне технологічне обладнання.
На пришкільній ділянці площею 0,17 га учні вирощують картоплю та овочі для їдальні. Сад займає площу, 0,5 га. Влітку шкільне подвір'я потопає у квітах. За останні роки висаджений молодий сад.
Поблизу школи знаходиться пам'ятник воїнам — односельчанам, які загинули в роки Великої Вітчизняної війни. Руками учнів і вчителів школи посаджено парк, який вони доглядають. Там традиційно проводяться свята: визволення Роменщини та України від німецько — фашистських загарбників, День Перемоги, зустрічі з ветеранами Великої Вітчизняної війни.
У 2000 році школу поповнилася такими вчителями: Єсин В. М., Манько Л. В. , Кривогуз Г. А. У 2003році — Мазур О. С., 2007 р. –Крюкова Т. В. , Гергель О. І.
У 2008—2009 н. р. директором школи був Переваруха Віктор Якович. В школі навчалося 44 учні. За час директорування в школі було зроблено водопостачання. Змінився благоустрій школи — територію огороджено дерев'яним парканом. Збільшено кількість класних кімнат: хіміко — біологічний кабінет розділений на дві частини -історичний та хіміко — біологічний. В цих класах зроблений євро ремонт.
З 2009 року працює керівником Бондарець Валентина Вікторівна — людина дієва, ініціативна. За три роки суттєво збільшилася кількість учнів з 53 до 67. При школі була відкрита підготовча група з короткотривалим перебуванням, у якій налічується 6 дітей дошкільного віку(2010—2011 н.р.), 7 дітей (2011—2012 н.р.) та 10 дітей (2012—2013 н.р.) Школа співпрацює з представником Корпусу Миру — Джоном ван Гарві. Учні школи підтримують тісні зв'язки з американськими однолітками. Також створено дитячу учнівську організацію «Овлашівська Січ». У 2011—2012 н.р. було відремонтовано дах та водяне опалення в школі, зроблений капітальний ремонт майже в усіх класних кімнатах.
У 2010—2012 роках школа поповнилася такими вчителями: Комлик Ю. А., Мідловець К. Ю., Яременко О. М.
- Кількість педагогічних працівників — 15:
- Вчителі вищої категорії — 4;
- Вчителі І категорії — 5;
- Вчителів ІІ категорії — 1;
- Спеціалістів — 5.

Завідувачем школи земство призначило Циганенка Степана Сергійовича.
Земська школа відрізнялася від церковно — приходської ширшою, продуманою навчальною програмою, належною методикою викладання, високим рівнем підготовки вчителів. Учні захоплювалися своїми вчителями, поважали їх за розум і знання. Циганенко С. С. грав на скрипці. Щоденні заняття починалися з молитви до Матері Божої, ікона якої висіла в коридорі. У 1918 році школа перейшла на 4-річне навчання. Школу відвідувало 51 учень. Директорувати продовжував Циганенко С. С.
В 1932 році школа стала називатися неповною середньою, з'явився п'ятий клас. Цього ж року Циганенко С. С. змінив новий директор — Микита Галактіонович (прізвище не запам'яталося). Через деякий час з'явилися 6 і 7 класи. З 1932 року-семирічна школа, яка налічувала 211 учнів. Навчання проводилось у дві зміни. Семирічною школа залишалася до початку Великої Вітчизняної війни.
У тридцяті роки часто змінювали директорів 1934—1937 роки працював Хомін Михайло Миколайович 27.12.1937 року його заарештували органи НКВС, звинувативши в участі в Українській військовій організації і засудили до вищої міри покарання — розстрілу. Вирок виконано 26.02.1938 року в Чернігові. У 1989 році, через 52 роки, реабілітований
З 1938 по 1941 рік директорував Помазан Микола Костянтинович. В роки німецької окупації (вересень 1941 — вересень 1943) школа не працювала. Навчання відновилося відразу після визволення села у вересні 1943 року (1- 6 класи). З 1947 року повернулися до початкової школи 1 — 4 класи. З 1948 року директором призначили Диковського Василя Сергійовича. При ньому вчителювали: Середа Л. А., Сем енець К. С., Дзюба П. М. Всього навчалося 155 учнів.
1949 році школа стала семирічкою — прогресивною (1-5 класи).
У 1959 році — восьмирічна школа, 106 учнів, заняття проводились в одну зміну. Директором школи призначено Кисленка Дмитра Григоровича. Разом з ним працювали: Сирота Г. К., Сем енець К. С., Гриценко Т. А., Ховаймо А. В., Жогур М. О., Середа Л. А., Диковський В. С. Кількість учнів 114.
У шестидесяті роки створюється кабінетна система: хіміко -біологічний, фізико — математичний, майстерня для трудового навчання. Школа електро — і радіофікується. Школа поповнюється навчальною літературою, зростає число технічних засобів.
У 70 роки після відкриття пам'ятника, присвяченого полеглим односельчанам в роки війни всі найважливіші державні свята проводилися біля пам'ятника, обов'язково з участю вчителів і учнів.
З 1984 році школу очолює Вареник Валентина Дмитрівна. За ці роки зміцнилася навчально — матеріальна база. Підключено телефон. Перекрито дах школи, пічне опалення замінено на водяне, збудовані котельня, їдальня, розширено господарське приміщення, викопаний погріб, обладнано ігровий майданчик для учнів молодших класів, реконструйована учительська. Пішохідні доріжки навколо школи вимощені тротуарною плиткою. Обновлена огорожа шкільної території. Естетичнішим виглядить інтер'єр класних кімнат, коридору.
1989 школа набула статусу неповної середньої. У ній навчалось 87 учнів. В 1990 році добудована їдальня за типовим проектом
У 2008—2009 н. р. директором школи був Переваруха Віктор Якович. В школі навчалося 44 учні. За час директорування в школі було зроблено водопостачання. Змінився благоустрій школи — територію огороджено дерев'яним парканом. Збільшено кількість класних кімнат: хіміко — біологічний кабінет розділений на дві частини -історичний та хіміко — біологічний. В цих класах зроблений євро ремонт.
З 2009 — 2014 н. р. працювала керівником Бондарець Валентина Вікторівна — людина дієва, ініціативна. За п'ять років суттєво збільшилася кількість учнів з 53 до 67. При школі була відкрита підготовча група з короткотривалим перебуванням, у якій налічується 6 дітей дошкільного віку(2010—2011 н.р.) і 7 дітей (2011—2012 н.р.) Школа співпрацює з представником Корпусу Миру — Джоном ван Гарві. Учні школи підтримують тісні зв'язки з американськими однолітками. А також створено учнівську дитячу організацію «Овлашівська Січ». Відремонтовано паркан навколо школи, полагоджено дах та опалювальну систему.
З 2014—2021 н.р. директором школи працює Горбик Зінаїда Григорівна.

## Пам'ятки
- Овлаші — ландшафтний заказник місцевого значення.
- Пам'ятний знак загиблим односельцям, що воювали на боці сталінської армії.
- Могила лейтенанта сталінської армії Карікова В. Д.

## Відомі люди

### Відомі уродженці
- Андрусенко Юрій Миколайович (23 березня 1977 — 14 квітня 2022) — український військовик, учасник російсько-української війни[4][5][6].
- Галаган Ігор Вікторович — український військовик, учасник російсько-української війни[7][8][9].
- Середа Єлизавета Омелянівна — українська літературознавець і мистецтвознавець.